# Європа (мис)
36°6′34.59″ пн. ш. 5°20′46.54″ зх. д. / 36.1096083° пн. ш. 5.3462611° зх. д.
Європа або Евро́па (англ. Europe Point, ісп. Punta Europa) — мис на південному краю півострова Гібралтар. Мис має рівну поверхню, тут знаходяться декілька будівель, в т.ч. військові укріплення, релігійні споруди і меморіал Владислава Сікорського. Зі старим містом Гібралтара мис з`єднує Європа-роуд. До східного узбережжя півострова веде тунель імені Дадлі Уорда.